# Manuel Largaespada
Manuel Largaespada Flores ist ein ehemaliger nicaraguanischer Radrennfahrer.

## Sportliche Laufbahn
Largaespada war im Straßenradsport aktiv und Teilnehmer der Olympischen Sommerspiele 1976 in Montreal. Im Mannschaftszeitfahren kam Nicaragua mit David Iornos, Hamblin González, Manuel Largaespada und Miguel Espinoza auf den 27. und damit letzten Rang. Das olympische Straßenrennen beendete er nicht. Über sein weiteres Leben und seine sportlichen Erfolge ist nichts bekannt.